# Mordent
Een mordent of bijter is een aanduiding voor een versiering van een noot in uitgeschreven bladmuziek. Afhankelijk van de muziekstijl wordt deze soms anders geïnterpreteerd maar de meest gebruikelijke speelwijze is:
genoteerde noot→ondersecunde→genoteerde noot
De mordent wordt genoteerd als een pralltriller met een verticale doorstreping. 

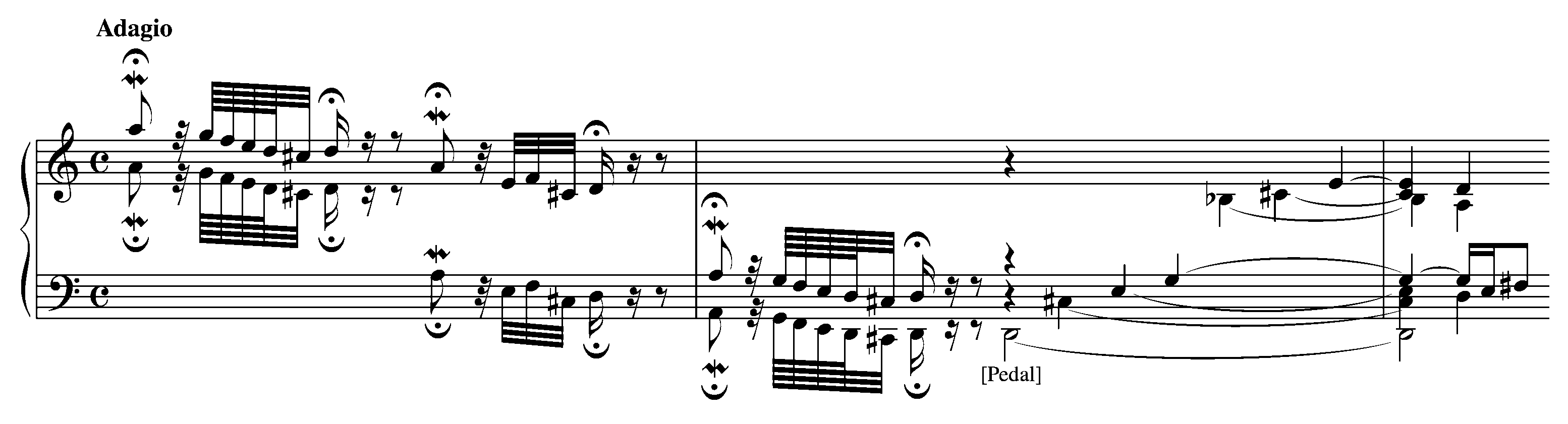
De beroemde Toccata en Fuga in d kleine terts van Bach begint met een mordent.